# Vuelo 5007 de Angara Airlines
El vuelo 5007 de Angara Airlines fue un vuelo regular nacional de pasajeros. El 11 de julio de 2011, fue operado por un Antonov An-24 RA-47302, que sufrió un incendio del motor en vuelo. Se intentó desviar al aeropuerto de Nizhnevartovsk, pero el avión amerizó y se partió en el Río Obi. Siete de las 37 personas que viajaban a bordo murieron.

## Aeronave

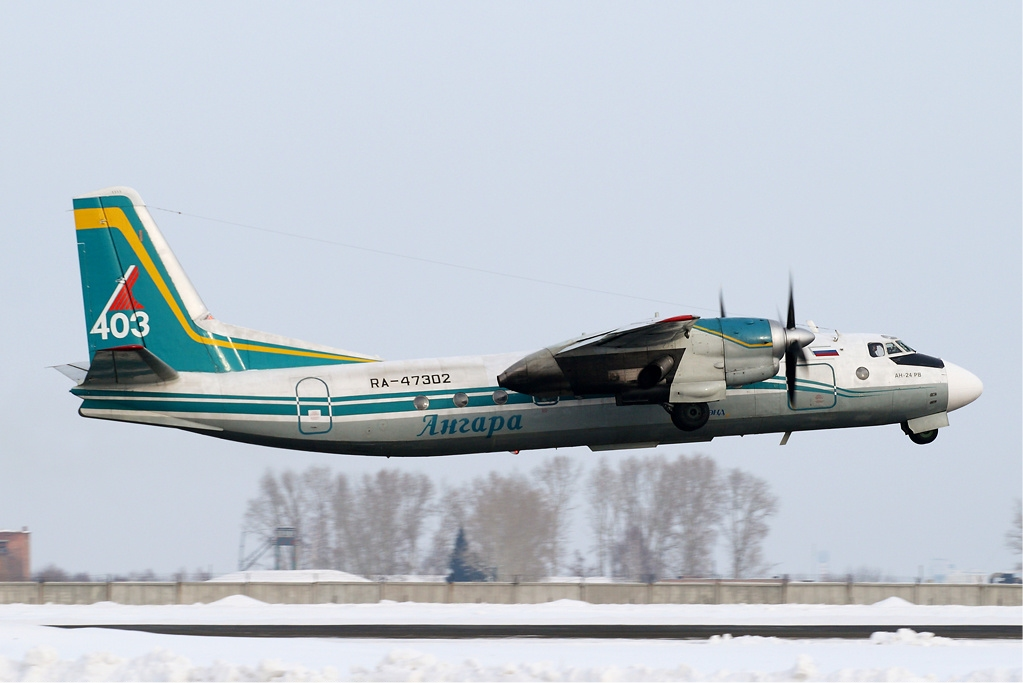
La aeronave en febrero de 2011

El avión accidentado fue un Antonov An-24RV, un avión bimotor turbohélice de transporte de cuarenta y cuatro asientos, registro RA-47302.

## Accidente
El vuelo 5007 de Angara Airlines despegó del aeropuerto de Tomsk a las 10:10 hora local, con destino a Surgut. Una hora y 26 minutos de vuelo, cuando volaba a una altitud de crucero de 6000 m, un detector de chip magnético señaló la presencia de partículas en el sistema de aceite del motor de babor (izquierdo).
Los parámetros del motor se mantuvieron normales y la tripulación continuó el vuelo. A las 10:44, el capitán, sintiendo el olor a quemado en la cabina, informó a la tripulación sobre esto y decidió dirigirse al aeródromo alternativo Nizhnevartovsk.
Se autorizó el vuelo para descender a 4.800 m y se puso el motor izquierdo en modo inactivo de vuelo. Durante el descenso, la presión de aceite en el motor izquierdo comenzó a disminuir a 3,5 kg/cm², que era el mínimo para que el motor funcionara.
A las 10:49, el vuelo alcanzó los 4.800 m y la tripulación recibió más autorización para descender a 1.800 m y tomar un rumbo directo a Nizhnevartovsk.
A las 10:52, a una altitud de 3.600 m y una distancia de 77 km de Nizhnevartovsk, la luz de «vibración peligrosa» del motor izquierdo se iluminó. A las órdenes del capitán, el ingeniero de vuelo apagó el motor izquierdo con el impulso de la hélice
Convencido visualmente del abanico de la hélice del motor izquierdo, el capitán vio llamas desde el compartimiento del motor. Al mismo tiempo, se activó la alarma de incendio y la primera etapa de extinción de incendios. A la orden del capitán, el ingeniero de vuelo apagó las bombas de refuerzo y cerró la válvula de cierre del motor izquierdo. El fuego continuó.
A las 10:53, a una distancia de 63 km de Nizhnevartovsk, la tripulación informó del incendio al controlador. El ingeniero activó la segunda etapa de extinción de incendios pero el fuego no se extinguió. El capitán decidió entonces hacer un descenso y amerizaje de emergencia en el río Ob y vio una ruptura en las nubes.
Antes de amerizar, el mecánico de vuelo apagó el motor derecho y empujó la hélice. En el momento del amaraje, a una velocidad de 240 km/h, se separó la hélice izquierda y la caja de cambios. Luego, la aeronave encontró un obstáculo bajo el agua y la parte inferior del fuselaje colapsó. La sección de cola se separó y la cabina de pasajeros se inundó parcialmente con agua. La evacuación de los pasajeros se realizó a través de la trampilla de emergencia de la cabina, así como a través de la resultante rotura en el fuselaje de popa. Siete pasajeros murieron. Diez pasajeros sufrieron diversas heridas.

## Investigación
El Comité de Aviación Interestatal (en ruso: Межгосударственный авиационный комитет (МАК)) de la Alianza de Estados Independientes abrió una investigación del accidente. Tanto la grabadora de voz como la de datos fueron recuperadas. МАК informó que se logró extraer con éxito información de ellas.
El 17 de agosto de 2011, se informó que el mantenimiento del avión no se había efectuado conforme a la legislación rusa. Una revisión que se afirmó haber efectuado y estaba inscrito en el diario técnico del avión no había sido efectuada. Se inició una investigación criminal y dos empleados de Angara Airlines fueron acusados.

### Informe final
Después de 2 años y cinco meses de investigación, la MAK de Rusia dio el reporte final del accidente diciendo que:
- La aeronave realizó un amerizaje debido a un incendio en la góndola del motor izquierdo. La destrucción de la aeronave con pérdida de vidas se debió al impacto obstáculos submarinos, que la tripulación no pudo anticipar y prevenir.
- Lo más probable es que la ocurrencia del incendio fue causada por el sistema de despresurización que ventilaba la falla del motor izquierdo debido al respiradero centrífugo con la posterior liberación de emulsión de aire y aceite en el compartimiento del motor del motor, así como el apagado retardado del motor cuando la tripulación recibió una advertencia de virutas en el aceite del motor, fluctuaciones de presión del motor izquierdo dentro de 5 kg de olor a quemado y la presión del aceite cayendo por debajo del límite.
- No se informó a la tripulación sobre la vibración excesiva del motor se debió al deterioro del sistema de medición de vibraciones, muy probablemente debido a los cambios (fluctuaciones) de la velocidad del rotor del motor en el proceso de destrucción del rodamiento del soporte trasero del rotor del compresor y desalineación del sistema que podría haber afectado la decisión de la tripulación de apagar el motor.
- La causa de la destrucción del puntero rotatorio fue la destrucción del impulsor debido a la exposición prolongada a emulsiones de aire y aceite con alta temperatura del rotor del compresor, debido a la destrucción de los cojinetes traseros de los rodamientos de bolas.
- Un daño secundario significativo a partes del sitio de soporte trasero del rotor del compresor no estableció claramente la causa de la destrucción del rodamiento. Lo más probable es que la destrucción ocurrió durante su trabajo con una alta desalineación de los anillos.

El aumento de la desalineación de los anillos podría ser:
- Como resultado de la adición adversa disponible a las partes de acoplamiento del conjunto de soporte trasero del rotor del compresor golpea (dentro de TU) con el cojinete de golpe obtenido debido a su instalación irregular en un promedio (según condición técnica) de las reparaciones de los motores.
- Debido a desviaciones de la geometría TU de las piezas de acoplamiento del conjunto de soporte trasero del rotor del compresor.

Los factores que contribuyeron al accidente, muy probablemente, fueron:
- La falta de preparación psicológica del piloto al mando para apagar el motor en vuelo debido a la falta de experiencia de vuelo real con un motor inoperativo;
- Detección tardía de un incendio por parte de la tripulación y, como consecuencia, no tomar las medidas oportunas para extinguir el incendio. Debido a la falta de información objetiva para determinar la causa de la detección tardía de un incendio por parte de la tripulación, no se pudo realizar una evaluación completa del desempeño de todos los elementos del sistema de alarma contra incendios.